# Schepper (zijlvest)
Een schepper was binnen de Nederlandse provincie Groningen de bestuurder van een schepperij. Het Friese woord is skepper, hetgeen "beheerder"  of "bestuurder" betekent. Het is een variant van het Nederlandse woord schepen ("lid van een juridisch college"), Duits Schöffe. De term is afgeleid van het werkwoord scheppen, hier in de oorspronkelijke betekenis als "degene die ordent". Een schepper werd in sommige zijlvesten ook wel zijlvest(er) genoemd.

## Bestuursgebied
Een schepperij was een onderdeel van een zijlvest (waterschap). Een schepperij omvatte het waterstaatkundige grondgebied van een of meerdere plaatsen en was weer onderverdeeld in zijlrechten. Een schepperij omvatte een of meerdere afwateringsgebieden en kwam daarom lang niet altijd overeen met de kerspelgrens of latere gemeentegrens.

## Geschiedenis
De schepper bepaalde als bestuurder de schatting die de ingelanden moesten betalen (het zijlschot) en sprak recht over zaken die betrekking hadden op het zijlvest. Scheppers vormden samen met zijlrechters (of zijlrichters) het bestuur van een zijlvest, dat geleid werd door de opperste of overste schepper (bij het Winsumer- en Schaphalsterzijlvest 'hoofdmeester' genoemd). De positie van schepper verwees soms ook wel naar de bestuurder van een dijkrecht.
De positie van scheppers en zijlrechters werd oorspronkelijk jaarlijks per ommegang bepaald over de gerechtigde edele heerden binnen een schepperij. Omdat de schepper de schatting kon bepalen en daarmee zichzelf ook kon verrijken was het een lucratieve positie. Na verloop van tijd wisten de borgheren (hoofdelingen of jonkers) uit de Ommelanden door vererving en aankopen steeds meer van deze zijlrechten te bemachtigen, zodat ze de positie meerdere jaren konden vervullen of zelfs 'staande' (permanent) konden maken en er zo feitelijk alles te zeggen hadden. De oude zegswijze ergens 'schepper en schrijver' zijn verwijst hiernaar.
De hoge schattingen waren een van de redenen van het Pachtersoproer van 1748. Met de invoering van het Reglement Reformatoir lieten de Staten van de provincie Stad en Lande de rechten van de landadel sterk inperken en werd de positie een stuk minder aantrekkelijk. In 1856 werd de functie afgeschaft als uitvloeisel van de Provinciewet.